# Microptila xedapa
Microptila xedapa är en nattsländeart som beskrevs av Olah 1989. Microptila xedapa ingår i släktet Microptila och familjen smånattsländor. Inga underarter finns listade i Catalogue of Life.